# جشنواره ادینبرو فرینج
جشنواره ادینبرو فرینج (انگلیسی: Edinburgh Fringe Festival) بزرگترین جشنوارهٔ هنری تئاتر حاشیه دنیاست که تنها در سال ۲۰۱۸ میلادی، ۲۵ روز طول کشید و بیش از ۵۵٬۰۰۰ اجرا و ۳٬۵۴۸ نمایش گوناگون را در ۳۱۷ مکان دربر گرفت. این جشنوارهٔ هنری که در ۱۹۴۷ پایه‌گذاری شد، گزینهٔ بدیل جشنواره بین‌المللی ادینبراست که همه‌ساله در ماه اوت، در شهر ادینبرا اسکاتلند برگزار می‌شود. این جشنواره اینک به یکی از پیشاهنگان جشن هنر و فرهنگ مبدل شده و به‌لحاظ فروش بلیط برای رویدادهای گوناگون آن از بازی‌های المپیک و جام جهانی فوتبال هم پیشی گرفته‌است. مطابق بروشور جشنواره، بخش‌های گوناگونی همچون تئاتر، کمدی، رقص، تئاتر فیزیکال، سیرک، کاباره، نمایش‌های کودکان، موزیکال‌ها، اپرا، سخنرانی و دکلمه، نمایش‌گاه‌ها و رویدادهای دیگر در این جشنواره وجود دارد.
بسیاری از نمایش‌های مشهور برای نخستین بار در این جشنواره اجرا شده و نام هنرمندانش را بر سر زبان‌ها انداخت که از میان آنها می‌توان از روآن اتکینسون، استیون برکوف، بیلی کانلی، بن التون، ادی ایزارد، استیون فرای، تیم مینچین و تادئوش کانتور نام برد. نیکلاس پارسونز در سن ۲۳ سالگی در نخستین دورهٔ این جشنواره برنامهٔ خود را اجرا کرد و سپس تا زمان مرگش در ۹۶ سالگی، مجری برنامهٔ مشهور خود «ساعات خوش» بود.

## آمار
| سال  | تعداد مکان‌های اجرا | گروه‌های هنری | هنرمندان/اجراکنندگان | نمایش‌ها  | اجراها  | بلیط فروخته‌شده    |
| ---- | ------------------ | ------------ | -------------------- | -------- | ------- | ----------------- |
| ۱۹۴۷ | ۵                  | ۸            |                      |          |         |                   |
| ۱۹۵۵ |                    | ۱۳           |                      |          |         |                   |
| ۱۹۵۹ |                    | ۱۹           |                      |          |         |                   |
| ۱۹۶۳ |                    | ۳۹           |                      |          |         |                   |
| ۱۹۶۴ |                    | ۳۲           |                      |          |         |                   |
| ۱۹۶۹ |                    | ۵۷           |                      | حدود ۱۰۰ |         |                   |
| ۱۹۷۳ |                    | ۱۰۵          |                      | ۱۸۳      | ۱٬۳۸۶   | ۱۲۸٬۹۰۰           |
| ۱۹۷۴ |                    | ۱۳۱          |                      | ۲۶۰      | ۱٬۶۴۵   | ۱۶۳٬۶۰۰           |
| ۱۹۷۵ |                    | ۱۴۳          |                      | ۲۸۴      | ۱٬۹۷۱   | ۱۸۷٬۱۵۰           |
| ۱۹۷۶ |                    | ۲۰۲          |                      | ۴۲۶      | ۲٬۹۲۸   | ۱۷۷٬۳۶۰           |
| ۱۹۷۷ |                    | ۱۹۴          |                      | ۴۱۶      | ۳٬۵۶۱   | ۲۱۸٬۰۰۰           |
| ۱۹۷۸ |                    | ۲۸۶          |                      | ۴۷۲      | ۳٬۸۵۲   | ۲۷۱٬۵۰۰           |
| ۱۹۷۹ |                    | ۳۲۴          |                      | ۶۲۵      | ۴٬۱۸۰   | ۲۷۷٬۰۰۰           |
| ۱۹۸۰ |                    | ۳۸۰          |                      | ۶۶۳      | ۴٬۹۶۳   | ۳۳۳٬۰۰۰           |
| ۱۹۸۱ |                    | ۴۵۴ یا ۴۹۴   |                      | ۷۳۹      | ۸٬۸۶۸   |                   |
| ۱۹۸۲ |                    | ۴۹۴          |                      | ۸۹۰      | ۷٬۲۰۲   | ۴۶۰٬۰۰۰           |
| ۱۹۸۳ |                    | ۴۵۴          |                      | ۸۷۵      | ۶٬۸۸۶   | ۴۲۵٬۰۰۰           |
| ۱۹۸۴ |                    | ۴۴۴          |                      | ۸۸۳      | ۷٬۰۷۶   | ۴۳۰٬۰۰۰           |
| ۱۹۸۵ |                    | ۵۱۰          |                      | ۱٬۰۹۱    | ۹٬۴۲۴   | ۵۲۳٬۰۰۰           |
| ۱۹۸۶ |                    | ۴۹۴          |                      | ۹۵۹      | ۸٬۵۹۲   | ۴۷۴٬۴۲۹           |
| ۱۹۹۹ |                    | >۶۰۰         |                      |          | >۱۵٬۰۰۰ |                   |
| ۲۰۱۰ |                    |              | ۲۱٬۱۴۸               |          |         |                   |
| ۲۰۱۱ | ۲۵۸                | نامشخص       | ۲۱٬۱۹۲               | ۲٬۵۴۲    | ۴۱٬۶۸۹  | ۱٬۸۷۷٬۱۱۹         |
| ۲۰۱۲ | ۲۷۹                | ۲٬۳۰۴        | ۲۲٬۴۵۷               | ۲٬۶۹۵    | ۴۲٬۰۹۶  | نامشخص            |
| ۲۰۱۳ | ۲۷۳                | ۲٬۴۰۲        | ۲۴٬۱۰۷               | ۲٬۸۷۱    | ۴۵٬۴۶۴  | "تقریباً ۲ میلیون" |
| ۲۰۱۴ | ۲۹۹                | ۲٬۶۳۶        | ۲۳٬۷۶۲               | ۳٬۱۹۳    | ۴۹٬۴۹۷  | ۲٬۱۸۳٬۵۹۱         |
| ۲۰۱۵ | ۳۱۳                | نامشخص       | ۲۷٬۹۱۸               | ۳٬۳۱۴    | ۵۰٬۴۵۹  | ۲٬۲۹۸٬۰۹۰         |
| ۲۰۱۶ |                    | نامشخص       | نامشخص               | ۳٬۲۶۹    | ۵۰٬۲۶۶  | ۲٬۴۷۵٬۱۴۳         |
| ۲۰۱۷ |                    | نامشخص       | نامشخص               | ۳٬۳۹۸    | ۵۳٬۲۳۲  | ۲٬۶۹۶٬۸۸۴         |
| ۲۰۱۸ | ۳۱۷                |              |                      | ۳٬۵۴۸    | ۵۰٬۰۰۰+ | ۲٬۸۳۸٬۸۳۹         |
| ۲۰۱۹ |                    |              |                      | ۳٬۸۴۱+   |         | ۳٬۰۱۲٬۴۹۰         |